# Hessenreuti
Hessenreuti, schweizerdeutsch Hesserüti, ist eine Siedlung der Gemeinde Sulgen des Bezirks Weinfelden des Kantons Thurgau in der Schweiz.
Hessenreuti bildete von 1803 bis 1816 eine Ortsgemeinde der Munizipalgemeinde Birwinken und von 1816 bis 1994 eine Ortsgemeinde der Munizipalgemeinde Bürglen. 1995 war sie der Munizipalgemeinde Sulgen angeschlossen. Am 1. Januar 1996 fusionierte die Ortsgemeinde Hessenreuti im Rahmen der Thurgauer Gemeindereform zur politischen Gemeinde Sulgen.

## Geschichte

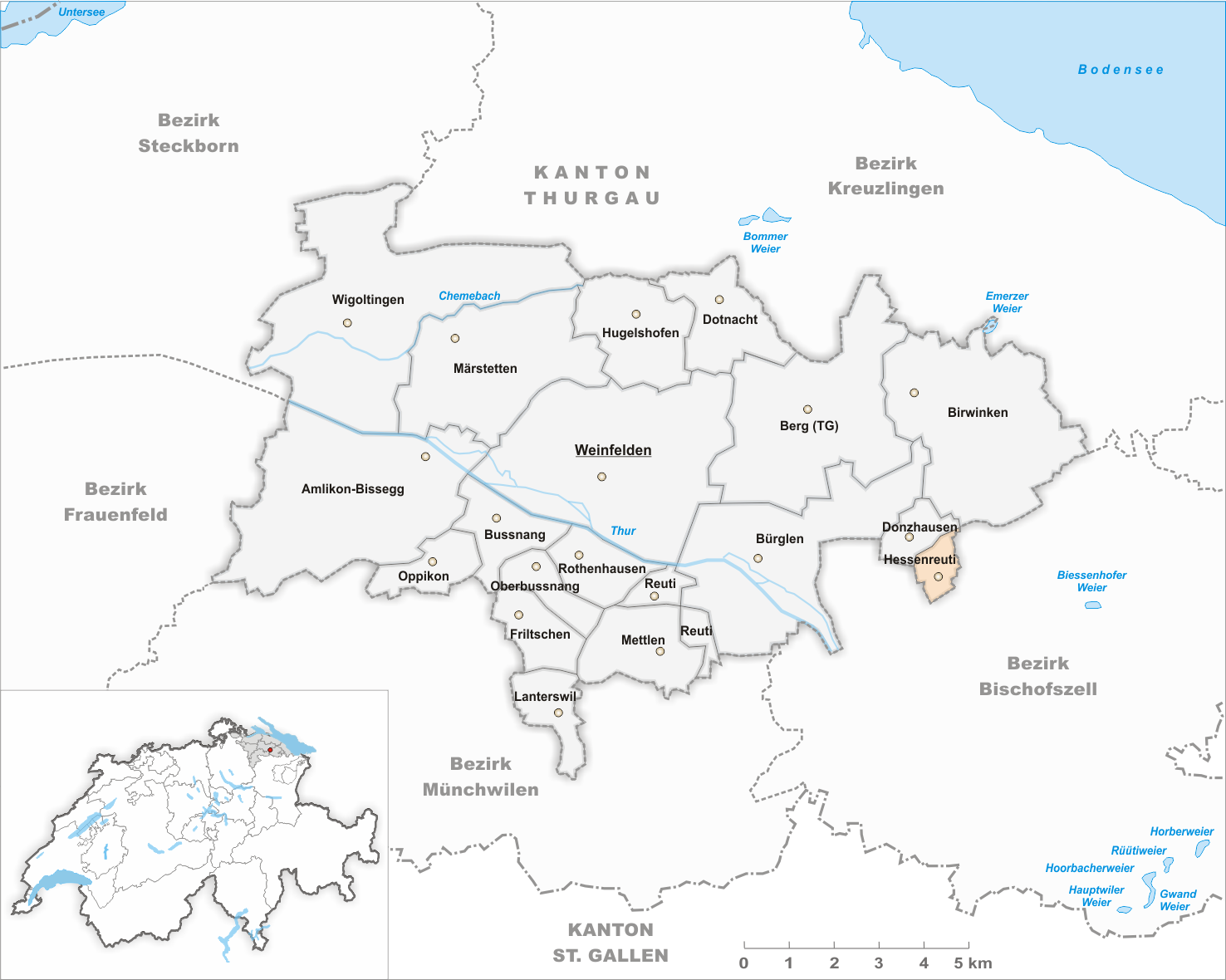
Gemeindestand vor der Fusion im Jahr 1996

1282 wurde die Siedlung erstmals als (Hesso de) Ruti urkundlich erwähnt. Als erste bekannte Besitzer der Vogtei Hessenreuti erscheinen im 15. Jahrhundert die Herren von Roggwil. Nach einigen Besitzerwechseln war das Niedergericht Hessenreuti mit Ennetaach, Gutbertshausen, einem Teil von Götighofen und Ruppertsmoos von 1664 bis 1798 Teil der Herrschaft Bürglen. Kirchlich gehörte Hessenreuti stets zur Pfarrei Sulgen.
Acker- und Rebbau wurden in der zweiten Hälfte des 19. Jahrhunderts zunehmend von Viehzucht, Milchwirtschaft und Obstbau abgelöst. Neben der Torfgewinnung im Weinmoos wurde eine Ziegel- und Kalkbrennerei betrieben. Im 19. Jahrhundert bot die Heimweberei und um 1900 die Stickerei einen Zusatzerwerb. Trotz des Baus einiger Einfamilienhäuser ist Hessenreuti bis heute ein Bauerndorf geblieben.

## Bevölkerung
| Jahr         | 1850  | 1900  | 1920  | 1950  | 1990  | 2000  | 2010  | 2018  |
| Ortsgemeinde | 119   | 126   | 97    | 111   | 78    |       |       |       |
| Siedlung     |       |       |       |       |       | 60    | 61    | 52    |
| Quelle       | [ 5 ] | [ 5 ] | [ 5 ] | [ 5 ] | [ 5 ] | [ 6 ] | [ 7 ] | [ 2 ] |

## Sehenswürdigkeiten

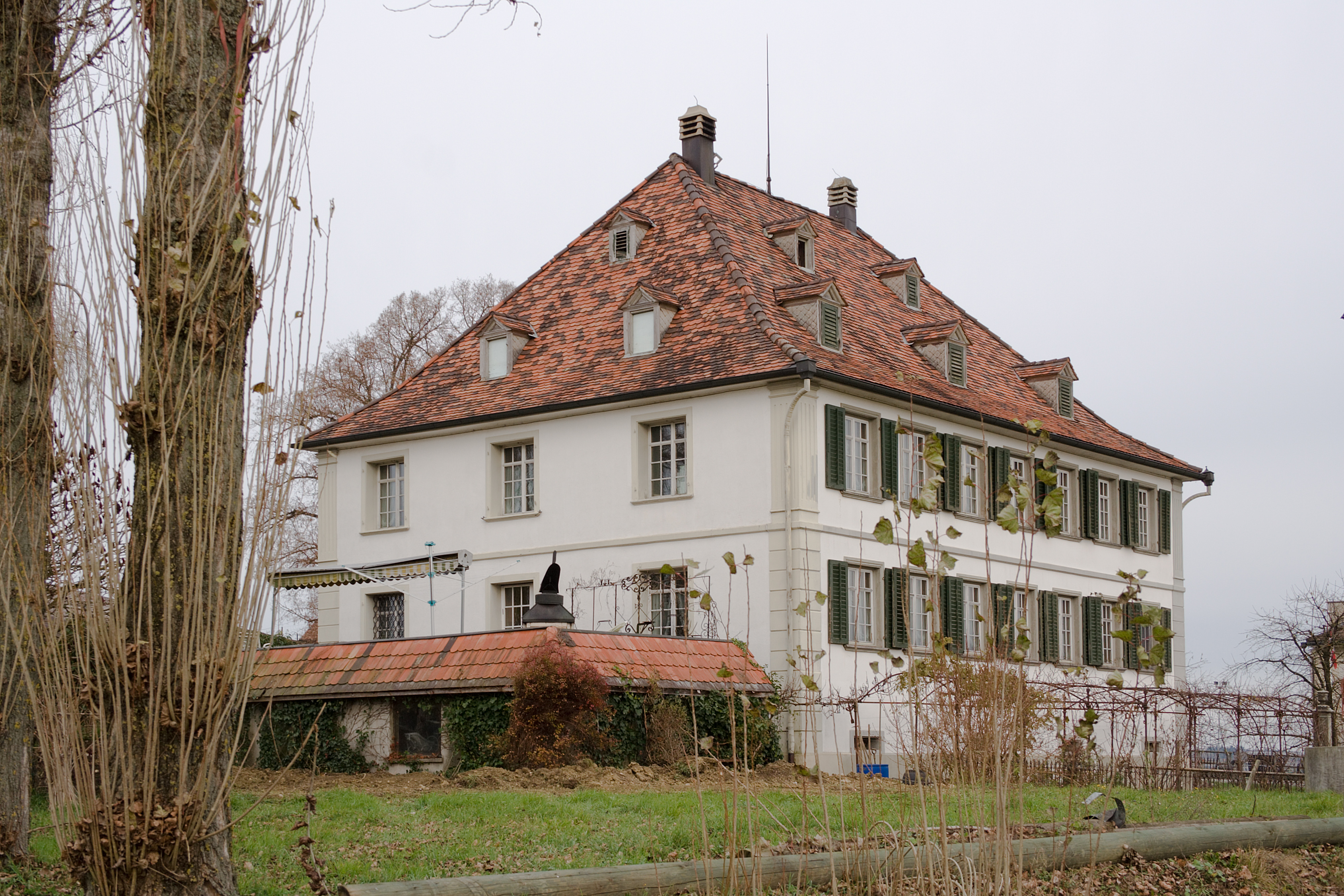
Wohnhaus Lindenhof

Das Wohnhaus Lindenhof ist in der Liste der Kulturgüter in Sulgen aufgeführt.